# 第二回合我愛你
《第二回合我愛你》（英文名：Lucky Days，意「幸運日」），最初定名為「Ctrl Z的後悔」、「幸運日」、「幸運日's」、「Lucky Days」、「離婚進行曲」，是一部由三立電視製作，在台視和三立都會台首播的電視劇，由宥勝與陳怡蓉主演。2009年12月開拍，2010年3月殺青，1月8日播出第1集，5月28日播畢，共20集。

## 概要
主演的宥勝為三立《冒險王》主持人，並第一次挑大樑飾演男主角。另外陳怡蓉則以《光陰的故事》一劇入圍第44屆金鐘獎最佳女主角。主要演員有宥勝、陳怡蓉、樊光耀、阿西、林美秀、馬念先、宋新妮、汪建民、台鳳、林威利、馬利歐等（詳見演員介紹表）。該劇於2009年11月18日開鏡，翌年1月7日首映，約於同年4月初拍攝結束。本劇於第五集起加入導演「徐輔軍」與原導演王明台共同執導。
該劇維持此系列一貫風格，以貼近人心的劇情安排、角色純熟的演技表現為人所知，為「三立優質戲劇」系列呈現出不同風貌。據該劇編劇徐譽庭指出，本劇的構想發想自知名日劇《求婚大作戰》，但也有觀眾熱烈討論與日劇的類似情節，指稱其抄襲其他日劇，再加上生活化的題材少被充斥浪漫幻想的現代社會所注意，也因此造成收視率疲軟不振，實為可惜。拍攝期間，更傳出女主角陳怡蓉不合的問題，雖然非事實，但劇組演員也因此共同上綜藝節目宣傳，以消弭傳聞。

## 故事大綱
|                              | 如果人生可以重來一次， 你想要改變什麼？ |
| ——《第二回合我愛你》官方網站 |                                         |

在戶政事務所，眼看著就要叫到他們的號碼牌，他們交往時、結婚後經歷的一切酸甜苦辣，想起來又是那麼的不捨。

「真的要離婚嗎？」就在小任在戶政事務所廁所鏡子前這麼想時，奇蹟電腦出現了

## 首播
| 頻道                     | 所在地 | 播放日期及時間           |
| ------------------------ | ------ | ------------------------ |
| 台視（數位頻道同步播出） | 台灣   | 2010年1月8日每週五22：00 |
| 三立都會台               | 台灣   | 2010年1月9日每週六22:30  |

## 重播
| 頻道                     | 所在地 | 播放日期及時間                  |
| ------------------------ | ------ | ------------------------------- |
| 台視（數位頻道同步播出） | 台灣   | 2010年1月15日每週五13：00       |
| 台視（數位頻道同步播出） | 台灣   | 2010年1月16日每週六13：00       |
| 三立都會台               | 台灣   | 2010年1月16日每週六15:00        |
| 三立都會台               | 台灣   | 2010年1月17日每週日14:30        |
| 台視綜合台               | 台灣   | 2011年10月20日每週一至週五21:00 |

## 演員陣容

### 主要演員
| 演員   | 角色            | 人物簡介、關係 | 登場集數 | 粵語配音 |
| 宥勝   | 任孝國 （28歲） | 愛家房屋的仲介業務員，任性、自私、省錢，卻很捨得花錢在自己喜愛的玩具模型和衣飾搭配上。媽媽在他小時候過世，有爸爸、阿姨和一個弟弟。本來是個不懂得付出的人，經過許多次的「修改」成了一個懂付出又成熟的男人。 | 全劇     | 李凱傑   |
| 陳怡蓉 | 陳妙如 （26歲） | 個性開朗活潑，單純體貼。為了節省租屋開銷，半強迫與熱戀中的任孝國結婚。 | 全劇     | 鄭麗麗   |

### 其他演員
| 演員   | 角色            | 人物簡介、關係                                 | 登場集數                  | 粵語配音 |
| 樊光耀 | 黃永源 （43歲） | 愛家房屋的仲介店長                             | 1-4、6-20                 | 李錦綸   |
| 阿西   | 陳崑山 （58歲） | 妙妙的爸爸，喜歡為民服務。                     | 1、5-8、11-12、19-20      | 朱子聰   |
| 林美秀 | 林美滿 （56歲） | 妙妙的媽媽                                     | 1、4-5、7-8、10-12、19-20 | 伍秀霞   |
| 馬念先 | 蔡佑民 （32歲） | 小蔡，愛家房屋業務，與小任是同事。             | 1、3-20                   | 陳廷軒   |
| 蔣黎麗 | 黃大嫂 （45歲） | 永源妻                                         | 1、8-9、11-12、19         |          |
|        | 柯愛 （75歲）   | 個性孤僻的老太太，不認同媳婦因此自己一個人住。 | 1、4-6、10、13、16、18-19 |          |
| 關勇   | 任父 （60歲）   |                                                | 1、9-11、13、16-20        | 張炳強   |
| 應采靈 | 應曉玲 （58歲） | 任孝國的後母,任孝杰的媽媽                      | 1、9-11、16-17、19        |          |
| 林威利 | 任孝 （20歲）   | 小任的弟弟                                     | 1、9-11、13、16-20        | 曹啟謙   |
| 馬利歐 | 許茂亨 （35歲） | 小許                                           | 1-2、4、6-10              |          |
| 胡盈禎 | 方嬿秀 （27歲） | 小嬿和妙妙是同鄉、高中同學                     | 1、3-5、11-20             | 林元春   |
| 柯叔元 | 蕭品洋 （40歲） | 蕭先生，小嬿丈夫                               | 12-17                     | 陳欣     |
| 宋新妮 | 陳欣如 （32歲） | 妙妙的姊姊，裝潢公司老闆娘。                   | 1、6-8、10-11、19         |          |
| 汪建民 | 阿布拉 （35歲） | 妙妙姊夫。阿布拉姓游。                         | 1、6-8、11、17、19        | 葉振聲   |
| 陳幼芳 | 邱淑娟 （40歲） | 誌社的美編組長、妙妙的直屬主管。               | 1、4-5、7-13、19          |          |
| 傅珮慈 | 咪咪 （10歲）   | 店長女兒                                       | 1、9-11、19               | 何璐怡   |
| 傅顯皓 | 游大寶          | 阿布拉、欣如的大兒子                           | 1、6-8、11、19            |          |
| 吳浚愷 | 游二寶          | 阿布拉、欣如的小兒子                           | 1、6-8、19                |          |

### 客串演員
| 演員   | 角色            | 人物簡介、關係         | 登場集數  |
| 姚采穎 | 齊小姐 （38歲） | 看屋者                 | 3-4       |
| 趙     | 李天同          | 柯愛之孫               | 6、16     |
| 管謹宗 | 李父            | 柯愛之子、李天同之父   | 5-6       |
|        | 李母            | 柯愛之媳婦、李天同之母 | 5-6、19   |
|        | 雅萍            | 小蔡之妻               | 1、17、19 |

## 電視劇歌曲
- 片頭曲：〈第二回合我愛你〉　演唱：紅花樂團
  - 詞、曲：紅花樂團小b
- 片尾曲：〈在我身邊〉　　演唱：林綾
  - 詞、曲：林綾
- 主要插曲：〈星星的力量〉　　演唱：林綾
  - 詞、曲：林綾

- 插曲：〈我懷念的〉　　演唱：孫燕姿
  - 詞:姚若龍曲:李偲菘編曲:Martin Tang

## 收視率

### 台視首播收視率
| 播映日期                                                              | 集數 | 標題                       | 平均收視率 | 排名 |
| --------------------------------------------------------------------- | ---- | -------------------------- | ---------- | ---- |
| 2010/01/08                                                            | 01   | - 這玩笑開大了 -           | 1.81       | 1    |
| 2010/01/15                                                            | 02   | - ctrl Z 的後悔！ -        | 1.24       | 3    |
| 2010/01/22                                                            | 03   | - 婚姻是我們的 -           | 1.33       | 3    |
| 2010/01/29                                                            | 04   | - 人生的 U p d a t e -     | 1.03       | 3    |
| 2010/02/05                                                            | 05   | - 被上帝的窗夾到手的滋味 - | 0.79       | 3    |
| 2010年2月12日台視因播出小年夜特別節目《五虎臨門迎新春》，暫停播出一次 |      |                            |            |      |
| 2010/02/19                                                            | 06   | - 原來我並不認識我 -       | 0.94       | 3    |
| 2010/02/25                                                            | 07   | - 夸父到底追到太陽沒有 -   | 0.89       | 3    |
| 2010/03/05                                                            | 08   | - 狐狸的王子 -             | -          | -    |
| 2010/03/12                                                            | 09   | - 天使來了！魔鬼也來了！ - | 0.83       | 3    |
| 2010/03/19                                                            | 10   | - 懸崖邊的男人 -           | 0.71       | 3    |
| 2010/03/26                                                            | 11   | - 滾輪裡的白老鼠 -         | 0.89       | 3    |
| 2010/04/02                                                            | 12   | - 關機，是一種美德！ -     | 0.77       | 3    |
| 2010/04/09                                                            | 13   | - 鑽石級情敵（上）-        | 0.78       | 3    |
| 2010/04/16                                                            | 14   | - 鑽石級情敵（中）-        | 0.83       | 3    |
| 2010/04/23                                                            | 15   | - 鑽石級情敵（下）-        | 0.83       | 3    |
| 2010/04/30                                                            | 16   | - 學找狗窩的人生 -         | 0.75       | 3    |
| 2010/05/07                                                            | 17   | - 啓程吧 -                 | 0.92       | 3    |
| 2010/05/14                                                            | 18   | - 蝴蝶的龍捲風 -           | 0.80       | 3    |
| 2010/05/21                                                            | 19   | - 告別式 -                 | 1.01       | 3    |
| 2010/05/28                                                            | 20   | - 關鍵字——Encore！ -       | 1.10       | 3    |

## 製作團隊
工作人員列表
- 監製：劉麗惠、陳一俊
- 製作人：王珮華
- 企劃：游芳瑄
- 宣傳：謝婉婷
- 統籌：卓芬萍
- 編劇：徐譽庭
- 協力編劇：毛訓容、周平之、陳秋茹、謝秉勳
- 導演：王明台、徐輔軍
- 片頭尾設計：蔡瑞龍、徐功行
- 視覺指導：林俊佑
- 視覺設計：魏琬如
- 副導演：許珮珊
- 美術指導：謝易霖
- 執行企劃：黃士恆、謝禮如
- 執行製作：譚永信
- 場記：吳珮琦
- 攝影師：李清迪
- 攝影助理：林俊斌、陳彥宇
- 攝影組：大宇傳播有限公司
- 燈光師：民燕燈光照明企業社
- 燈光助理：葉俊祿、李宗翰
- 美術道具：許應宏、劉正飛
- 道具助理：王郁勳、許俊平
- 製作助理：蘇鴻祥
- 整體造型：梵暐造型工作室
- 梳化妝：張雲雁、ILLY、張雅婷
- 服裝管理：林詩偉
- 場務：吳志忠、李柏廷
- 後期執行：游東霖
- 剪輯：好主意傳播有限公司（吳寶玉）
- 後期剪輯：薛宇琳
- 動畫設計：張恆芸、王聖竹
- 動畫製作：三立動畫組
- 音樂提供：台灣索尼音樂股份有限公司
- 配樂監製：薛思銘
- 配樂製作：柒號工作室 紅花樂團
- 成音：杰瑞音樂有限公司
- 音效：余政憲
- 配樂：余政憲、呂至傑、郭孟玫、蔡旻樺
- 混音：黃怡涵
- 數位行銷：劉永祺、張玉青、林秀芬
- 行銷宣傳：思西、廖翎妃、黃瀞儀、游文瑞
- 劇照：涂敏勝、派脆克
- 花絮攝影：雲耀、李素卿
- 花絮剪輯：薛婉甄、張偉婷、李素卿
- 製作著作：三立電視

## 經典台詞與橋段
- 妙妙：我們的生活中從來充滿了你的我的，可是愛是一種我們的，你懂嗎？我愛你，你愛我的那種愛，叫戀愛，最多維持兩年，兩個人要一輩子走下去，需要的是一起付出同樣的愛，一起愛我們的家庭，愛我們的生活，愛我們的婚姻，甚至是愛我們的狗，你懂不懂？...我知道你不會懂的，我們離婚吧（咬牙）。
- 妙妙: 好日子是能夠跟心愛的人在一起努力過日子才叫好日子。
- 妙妙：厲害吧，妙妙總是會有妙點子!!
- 小任：吼~~!!!
- 齊小姐：我存了好久的錢，才終於擁有了它。...你知道嗎（含淚）？每次戴上它的時候，我還是能夠感受...當時擁有它的幸福。...我現在終於懂了，有太多的事情...太值得等待了。
- 小任：（口白） 當時，我真的覺得那是一個...還不賴的交易。因為「想像」是一件很撩人的事，而「距離」根本就是超猛的催情劑。
- 妙妙：因為，付出真心得到的東西啊，是無價之寶!我很愛露露耶，我愛牠，就像愛自己的小孩一樣。還有，那個那個什麼什麼桑的阿，他既然這麼喜歡狗，流浪動物之家有這麼多狗，他幹嘛不去領養？更何況，小蔡跟雅萍跟我跟露露，是兩碼子事的邏輯喔，我跟露露是真愛，那那個什麼什麼桑突然要插進來那個是什麼你知道嗎？是橫刀奪愛！
- 妙妙：完美有時候並不見得可愛，有時候有點缺點，才是相愛的證明。
- 娟姐：那就別離了吧，啊?一輩子活在你們那不安跟懷疑的婚姻裡（不屑）。（轉而略顯激動的說）陳妙如，我告訴你阿，人哪，一旦開始懷疑就停不下來，一旦失去安全感阿，就再也找不回來。...我這兩句說的還真好!!（笑～）
- 小任：（笑~） 情人節快樂！ 妙妙：書喔，好不浪漫的情人節禮物喔... 小任：不對，是超級浪漫！以前...我媽常念這本書哄我睡覺。 現在，我想要把它送給...我小孩子的媽。
- 小任：其實阿姨你知道嗎？ 能被人管，是很幸福的。當初，如果阿姨你也管管我的話，也許我們現在就不用隔這麼遠講真心話了。所以管管孝杰吧! 每個孩子，都需要那樣的愛。
- 小任：結婚最終的目的，是要把陌生人變成親人。因為只有親人對親人，不會勢利眼，不會斤斤計較，不會反目成仇，而且會永遠無條件的原諒。
- 小嬿：朋友啊！就是你希望他好，但是絕對不會希望他比你好。（第14集）
- 小嬿：我不是希望妙妙輸，而是我希望，我們可以一樣好就好了。（第14集）
- 小任：以前，我都不懂怎麼去愛護他、尊重他。現在我決定了，愛護他，就是不要去干擾他。（第20集預告）
- 小任：如果愛一個人，就應該給他最好的，如果自己給不起，給不了，就應該下臺一鞠躬，放他去找更好的。
- 小蔡：你知道什麼是最好嗎？你愛妙妙，覺得妙妙最好，我愛雅萍，覺得雅萍最好，每個人最好的定義不同，你這叫做牽拖，明明就自己不想拼又不敢衝，在那邊說什麼配不上你祝你幸福，裝模作樣（假仙），你看我，我好嗎？我優秀嗎？沒有嘛，可是因為雅萍愛我，所以我變的好、變的優秀，這叫做責任，這叫做成就感。

## 週邊商品
- 梁蘊如.  (平裝). 臺視叢書 非常FANS系列 149. 三立電視台監製. 台北市: 台視文化.  [2010]. ISBN 9789575658724 （中文（臺灣））.
- 三立電視台.  (平裝). knowing 10. 台北市: 時周文化.  [2010]. ISBN 9789867586971 （中文（臺灣））.
- 三立電視台.  (平裝). 非常FANS'館. 台北市: 台視文化. : 112 [2010]. ISBN 9789575658755 （中文（臺灣））.

## 大事紀
- 劇組演員宥勝、陳怡蓉、胡盈禎、汪建民、迅猛龍到綜藝節目《康熙來了》宣傳此劇
  - 主題：明星拍戲都假戲真作?
  - 2010年3月5日 中天綜合台 播出
- 劇組演員宥勝、陳怡蓉到綜藝節目《Power Sunday》宣傳此劇
  - 單元：案發現場躲貓貓
  - 2010年3月21日 華視 播出
- 劇組演員宥勝、陳怡蓉、宋新妮、胡盈禎、汪建民到綜藝節目《國光幫幫忙》宣傳此劇
  - 主題: 我恨!! 我遇過愛情的殺手?!
  - 2010年4月8日 三立都會台 播出

## 腳註
1. ↑  (不明). . Filmarks.   [2022-02-09]. （原始内容存档于2022-02-09）.
2. ↑  張雅文. . NOWnews今日新聞. 2009-10-23  [2009-10-25]. （原始内容存档于2012-03-02） （中文（臺灣））. 導演也將由今年入圍金鐘獎戲劇節目導演獎的知名導演王明台擔任，男主角則是三立《冒險王》主持人宥勝
3. ↑  張雅文. . NOWnews今日新聞. 2009-11-19  [2009-11-20] （中文（臺灣））. 王珮華製作的三立戲劇，幾經波折終於在18日再次開鏡
4. ↑  徐譽庭. . Windows Live Spaces. 2009-11-15  [2009-11-22] （中文（臺灣））. 「lucky days」的源頭，確實是「求婚大作戰」。[永久]
5. ↑  楊起鳳. . 聯合新聞網. 2010-01-14  [2010-03-06] （中文（臺灣））. 該劇編劇徐譽庭昨立即親上火線，在她部落格貼文回應，她坦言「本就是跟『求婚大作戰』致敬出發」，對外界質疑她抄襲，她說，歡喜做，甘願受，接受一切批評。[永久]

## 外部連結
- 第2回合我愛你 –香港無綫電視官方網站 （页面存档备份，存于）（繁體中文）

## 節目的變遷
| 台視 星期五 22:00 - 23:35                    | 台視 星期五 22:00 - 23:35                  | 台視 星期五 22:00 - 23:35          |
| -------------------------------------------- | ------------------------------------------ | ---------------------------------- |
|                                              | 第二回合我愛你 （2010.01.08 - 2010.05.28） |                                    |
| 那一年的幸福時光 （2009.08.07 - 2010.01.01） | 倪亞達 （2010.06.04 - 2010.10.29）         |                                    |
| 三立都會台 星期六22:30                       |                                            |                                    |
| 那一年的幸福時光 （2009.08.08 - 2010.01.02） | 第二回合我愛你 （2010.01.09 - 2010.05.29） | 倪亞達 （2010.06.05 - 2010.10.30） |

| 香港 無綫劇集台 星期日19:30 - 21:05        | 香港 無綫劇集台 星期日19:30 - 21:05       | 香港 無綫劇集台 星期日19:30 - 21:05     |
| ------------------------------------------ | ----------------------------------------- | --------------------------------------- |
|                                            | 第2回合我愛你 （2010.04.18 - 2010.08.01） |                                         |
| 下一站，幸福 （2009.12.20 - 2010.04.11）   | 偷心大聖PS男 （2010.08.08 - 2010.11.28)   |                                         |
| 香港 無綫電視J2台 星期一至五 19:30 - 20:30 |                                           |                                         |
| 熱血青春 （2010.12.30 - 2011.01.27）       | 第2回合我愛你 （2011.01.28 - 2011.03.16） | 我的億萬麵包 （2011.03.17 - 2011.04.13) |
| 香港 無綫電視J2台 星期二至六 07:00 - 08:00 |                                           |                                         |
| 愛似百匯 （2013.07.02 - 2013.07.27)        | 第2回合我愛你 （2013.07.30 - 2013.09.10） | 無間音樂 （2013.09.11 - 2014.05.31)     |

| 新加坡 星和都會台 星期天 19:00 - 21:00 | 新加坡 星和都會台 星期天 19:00 - 21:00     | 新加坡 星和都會台 星期天 19:00 - 21:00 |
| -------------------------------------- | ------------------------------------------ | -------------------------------------- |
|                                        | 第二回合我愛你 （2010.06.13 - 2010.09.26） |                                        |
| 波麗士大人 （2009.11.29 - 2010.06.06） | 倪亞達 （2010.10.03 - 2011.01.16）         |                                        |